# Manifest de Ventotene

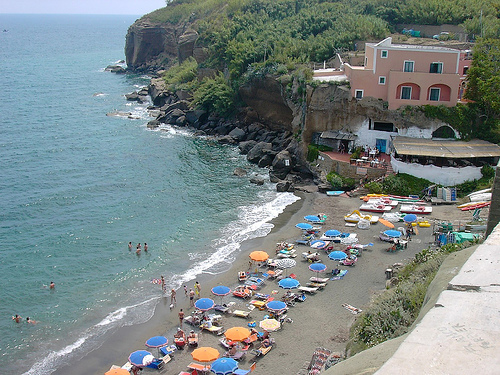
Ventotene

El Manifest de Ventotene, redactat al juny del 1941 amb el títol complet «Per una Europa lliure i unida. Projecte de manifest», és un text precursor del federalisme europeu. Els seus autors, per ordre d'importància, són Altiero Spinelli, Ernesto Rossi (autor de la primera part del tercer capítol) i Eugenio Colorni (que redactà el prefaci i edità el manifest de forma anònima).

## Redactors i redacció
Periodista i militant comunista i antifeixista, abans de convertir-se en polític, Altiero Spinelli fou condemnat el 1927 a setze anys de presó per uns escrits que posaven en dubte l'arribada al poder de Benito Mussolini. El seu interès en la redacció d'aquest manifest es comprèn a través d'aquesta cita de Mario Albertini: «Spinelli, pràcticament sol, assenyalà la via europea i escollí com a objectiu prioritari la construcció d'Europa, no a través dels procediments de la política estrangera sinó a través d'una lluita democràtica de caràcter supranacional i constitucional».
D'Ernesto Rossi cal recordar el seu notable treball de propaganda antifeixista mitjançant la fundació de grups d'oposició (El Cercle de la Cultura, Giustizia i Libertà: moviment republicà antifeixista), la publicació de diaris clandestins (Non Mollare: primer diari d'oposició clandestina antifeixista) i la seva participació en organitzacions secretes (Italia Libera).
El Manifest fou redactat en una residència vigilada de l'illa de Ventotene, on aquests tres militants havien estat deportats; es tractava, per tant, d'un context d'empresonament. El manifest fou escrit en paper de cigarreta, amagat en una caixa de ferro darrere d'un doble fons i, sobretot, aïllat del món.
«El distanciament de la vida política permetia veure amb major desafecció i conduïa a revisar les posicions tradicionals», escrigué Eugenio Colorni en el prefaci del manifest. Una vegada acabat, el text circulà durant molt de temps secretament al si de la resistència italiana abans de convertir-se en una referència.

## Un manifest amb vocació federalista
El manifest es compon de tres capítols.
A «La crisi de la civilització moderna», partint de la constatació que la societat moderna es caracteritza per l'afirmació que existeix la «igualtat de drets de totes les nacions de constituir-se en estats independents», els autors imputen a aquesta ideologia la independència nacional, el naixement de l'imperialisme capitalista i, en conseqüència, els estats totalitaris i les guerres mundials.
Els redactors es concentraren de seguida en el projecte europeu com a tal. Malgrat la fi dels estats totalitaris, la falta de consens popular impediria als demòcrates consolidar el règim. Per això, el manifest preconitza més audàcia; la població immadura i embriagada per la seva nova llibertat no pot estar dirigida més que per «caps que la guiïn i sàpiguen on van» a través d'una «vertadera revolució política i social». Aquesta revolució comença amb una restauració de l'estat nacional però, sobretot, amb una «abolició definitiva de la divisió d'Europa en estats nacionals sobirans». Queda clarament explicat que a la garantia del dret internacional cal afegir-hi una força internacional. En aquest sentit, el manifest és innovador car aquesta força mai no fou considerada necessària en el passat, ans al contrari, el principi de no-intervenció era comú a tots els estats, principi rebutjat pel manifest.
Per fi es posa en evidencia que la revolució europea ha de ser social, permetent així l'emancipació de la classe obrera i l'accés a millors condicions de vida. La noció de revolució socialista és definida pels autors basant-se en el principi fonamental del socialisme; a saber, una dominació que no ha de ser exercida per les forces econòmiques sobre els homes sinó, al contrari, pels homes sobre les forces econòmiques. Els mitjans per fer caure aquesta relació de forces són la nacionalització d'empreses, la redistribució de riqueses injustament acumulades per vells privilegis i els drets de successió. El principi d'igualtat d'oportunitats apareix també, tot i que no citat textualment, així com la seguretat d'un nivell de vida mínim afirmat no per la caritat sinó pel «potencial de producció en massa de productes de primera necessitat». Cal assegurar la lliure elecció de mandataris de sindicats així com la primera garantia estatal de respecte de contractes. Finalment, el manifest requereix l'abolició del Concordat amb l'objectiu de laïcitzar l'estat i l'abandonament de càmeres corporativistes com a representació política.

## Perdurabilitat del manifest
El text fou adoptat més tard com programa al si del Moviment Federalista Europeu (MFE), organització fundada entre el 27 i el 28 d'agost del 1943 a Milà per Spinelli, convertint-se en un text federador a dos nivells: federant políticament els seus partisans al voltant d'un projecte federador a escala europea.
El Moviment Federalista Europeu, simple associació en la seva creació, designa actualment la secció italiana de la Unió de Federalistes Europeus, organització supranacional que reuneix grups federalistes de diferents països europeus. L'MFE no reivindica cap partit polític i té com a objectiu la promoció del federalisme mundial.
Spinelli és sovint considerat com un dels pares fundadors de la Unió Europea, cosa que demostra la importància d'aquest moviment i del seu manifest en la construcció comunitària. L'impacte de les idees recollides en aquest text es mesura a través de les posteriors funcions de Spinelli : membre de la Comissió Europea el 1970 encarregat de la política industrial i investigació, a més de diputat del primer Parlament Europeu el 1979, elegit mitjançant sufragi universal directe. El 1984, el projecte de Tractat de la Unió Europea, del que és part l'origen, és adoptat per l'Eurocambra. Tingué per tant un paper preponderant en el camp europeu, permetent a les seves idees i al seu manifest una vertadera posteritat.
El Manifest de Ventotene continua sent un assumpte profundament actual. Els estats nació se segueixen aferrant a les seves prerrogatives sobiranes i l'avenç de la Unió Europea, tot i que segur, continua sent lent. Han fet falta cops com la crisi financera mundial d'inicis del 2007 o la qüestió de la viabilitat de la deute sobirana a la zona euro per poder reflexionar sobre un nou nivell de federalisme en la regulació econòmica europea. Si el manifest ha valgut de fonament en l'origen del projecte federador, avui en dia el seu interès és doble car no està obsolet, ans al contrari, segueix ancorat en els interessos actuals.
El 21 de maig del 2006 tingué lloc la commemoració de l'aniversari de la mort de Spinelli. Giorgio Napolitano, president de la República d'Itàlia declarà: «No hi ha futur […] si no és en el rebuig de qualsevol temptació de replegament en les reclamacions roïnes i il·lusòries d'interès nacional i l'abandonament estèril a l'escepticisme envers el projecte europeu». Aquestes paraules, com el fet que aquesta commemoració tingués lloc a l'illa de Ventotene, demostren la presència del manifest.
«L'esperit del Manifest de Ventotene ha fet el seu recorregut. Impregnà la trobada de Ginebra a la primavera del 1944 […]. Inspirà al juny d'aquell any la creació d'un comitè francès per la cooperació europea. Després de la guerra, trobà la seva prolongació en el Congrés de la Haia que tingué lloc del 7 a l'11 de maig del 1948, com a iniciativa del comitè internacional de coordinació de moviments per una Europa unida. Això derivà en la creació del Consell d'Europa el 5 de maig del 1949 a l'espera del primer Tractat per posar en comú el carbó i l'acer el 1951.» Aquest extracte de la pagina web de Bernand Poignant, diputat europeu, revela la perdurabilitat reconeguda o inconscient d'aquest manifest en la construcció de la Unió Europea.